# Tir aux Jeux olympiques de 1912
Navigation
Londres 1908 Anvers 1920

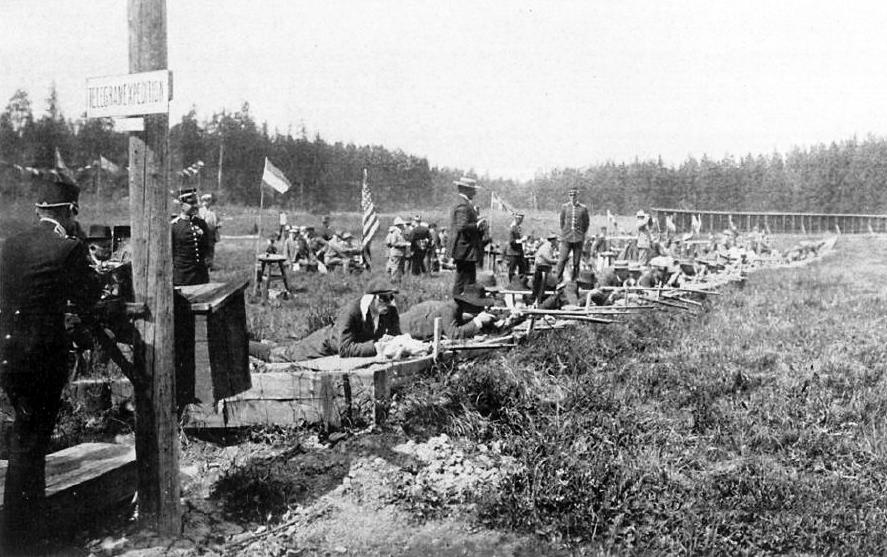
Compétitions du tir au fusil, JO 1912 (Kaknas - Suède).

Dix-huit épreuves de tir sportif sont disputées à l'occasion des Jeux olympiques d'été de 1912. À domicile, la Suède remporte le plus de médailles dans ce sport devant les représentants américains. L'ensemble des compétitions est réservé aux hommes.

## Tableau des médailles
| Rang | Nation             | Or | Argent | Bronze | Total |
| ---- | ------------------ | -- | ------ | ------ | ----- |
| 1    | Suède              | 7  | 6      | 4      | 17    |
| 2    | États-Unis         | 7  | 4      | 3      | 14    |
| 3    | France             | 2  | 0      | 0      | 2     |
| 4    | Royaume-Uni        | 1  | 4      | 4      | 9     |
| 5    | Royaume de Hongrie | 1  | 0      | 0      | 1     |
| 6    | Danemark           | 0  | 1      | 2      | 3     |
| 7    | Allemagne          | 0  | 1      | 1      | 2     |
| 7    | Norvège            | 0  | 1      | 1      | 2     |
| 7    | Russie             | 0  | 1      | 1      | 2     |
| 10   | Finlande           | 0  | 0      | 2      | 2     |

## Résultats
| Épreuves                                            | Or | Argent                                                                                                | Bronze |
| Duel shooting pistolet et revolver à 30 m           | Alfred Lane                                                                                              | Paul Palén                                                                                            | Johan Hübner von Holst                                                                                                |
| Pistolet à 50 m                                     | Alfred Lane                                                                                              | Peter Dolfen                                                                                          | Charles Stewart |
| Pistolet à 30 m par équipes                         | Suède Eric Carlberg Vilhelm Carlberg Johan Hübner von Holst Paul Palén                                   | Russie Amos Kash Nikolai Melnitsky Grigori Panteleimonov Pavel Voyloshnikov                           | Royaume-Uni Hugh Durant Albert Kempster Horatio Poulter Charles Stewart                                               |
| Pistolet à 50 m par équipes                         | États-Unis John Dietz Peter Dolfen Alfred Lane Henry Sears                                               | Suède Erik Boström Eric Carlberg Vilhelm Carlberg Georg de Laval                                      | Royaume-Uni Hugh Durant Albert Kempster Horatio Poulter Charles Stewart                                               |
| Carabine à 50 m                                     | Frederick Hird                                                                                           | William Milne                                                                                         | Harold Burt |
| Carabine libre à 300 m, trois positions             | Paul Colas                                                                                               | Lars Jørgen Madsen                                                                                    | Niels Larsen |
| Carabine libre à 600 m                              | Paul Colas                                                                                               | Carl Osburn                                                                                           | John Jackson |
| Carabine d'ordonnance à 300 m, trois positions      | Sándor Prokopp                                                                                           | Carl Osburn                                                                                           | Engebret Skogen |
| Carabine d'ordonnance à 300 m par équipes           | États-Unis Harry Adams Allan Briggs Cornelius Burdette John Jackson Carl Osburn Warren Sprout            | Royaume-Uni Henry Burr Arthur Fulton Harcourt Ommundsen Edward Parnell James Reid Edward Skilton      | Suède Carl Björkman Tönnes Björkman Mauritz Eriksson Werner Jernström Hugo Johansson Bernhard Larsson                 |
| Carabine libre à 300 m par équipes                  | Suède Carl Björkman Erik Blomqvist Mauritz Eriksson Hugo Johansson Gustaf Adolf Jonsson Bernhard Larsson | Norvège Albert Helgerud Einar Liberg Østen Østensen Olaf Sæther Ole Sæther Gudbrand Skatteboe         | Danemark Niels Andersen Jens Hajslund Laurits Larsen Niels Larsen Lars Jørgen Madsen Ole Olsen                        |
| Petite carabine à 25 m                              | Vilhelm Carlberg                                                                                         | Johan Hübner von Holst                                                                                | Gideon Ericsson |
| Petite carabine à 25 m par équipes                  | Suède Gustaf Boivie Eric Carlberg Vilhelm Carlberg Johan Hübner von Holst                                | Royaume-Uni William Milne Joseph Pepé William Pimm William Styles                                     | États-Unis Frederick Hird William Leushner William McDonnell Warren Sprout                                            |
| Petite carabine à 50 m par équipes                  | Royaume-Uni Edward Lessimore Robert Murray Joseph Pepé William Pimm                                      | Suède Eric Carlberg Vilhelm Carlberg Arthur Nordenswan Ruben Örtegren                                 | États-Unis Frederick Hird William Leushner Carl Osburn Warren Sprout                                                  |
| Tir au cerf courant coup simple à 100 m             | Alfred Swahn                                                                                             | Åke Lundeberg                                                                                         | Nestori Toivonen |
| Tir au cerf courant coup double à 100 m             | Åke Lundeberg                                                                                            | Edward Benedicks                                                                                      | Oscar Swahn |
| Tir au cerf courant coup simple à 100 m par équipes | Suède Per-Olof Arvidsson Åke Lundeberg Alfred Swahn Oscar Swahn                                          | États-Unis William Leushner William Libbey William McDonnell Walter Winans                            | Finlande Axel Londen Ernst Rosenqvist Nestori Toivonen Iivar Väänänen                                                 |
| Fosse olympique                                     | James Graham                                                                                             | Alfred Goeldel                                                                                        | Harry Blau |
| Tir aux pigeons par équipes                         | États-Unis Charles Billings Edward Gleason James Graham Frank Hall John Hendrickson Ralph Spotts         | Royaume-Uni John Butt William Grosvenor Harold Humby Alexander Maunder Charles Palmer George Whitaker | Allemagne Alfred Goeldel Horst Goeldel Erland Koch Albert Preuß Erich Graf von Bernstorff Franz von Zedlitz und Leipe |